# Magento
Chronologie des versions
2.4.0
Magento est une plateforme de commerce électronique libre lancée le 31 mars 2008. Elle a été créée par l'éditeur américain Varien au moyen du Framework Zend. Plus de 250 000 commerçants dans le monde utilisent la plate-forme Magento Commerce, ce qui représente une part de marché d'environ 30 %.

## Liste des principales fonctionnalités
- Gestion du site
- Commerce mobile
- Outils de marketing et promotions
- Multi-stores/sites web
- Multi-linguisme
- Optimisation du référencement naturel
- Commande
- Paiement
- Suivi du transport
- Gestion des commandes
- Service client
- Espace client
- Gestion du catalogue de produits (physiques ou virtuels)
- Réécriture d'URL (en)
- Création aisée de plusieurs front office pour un seul backoffice

## Fonctionnalités fournies par des extensions communautaires
- Affiliation
- Parrainage
- Fidélité

## Histoire
Forte de son expérience dans la réalisation de sites marchands, la société Varien commence le développement de cette plateforme e-commerce en janvier 2007.
La version 1.0 paraît environ un an après, en mars 2008.
En juillet 2008, Magento gagne le trophée du « meilleur nouveau projet Open Source » organisé par la société SourceForge, Inc.
En juin 2009, Varien, la société qui édite Magento, sort une version EE, Entreprise Edition, payante sous forme d'abonnement annuel, proposant des fonctionnalités supplémentaires comme la gestion des ventes privées, l'ajout de points et chèques cadeaux. Cette version propose des fonctions supplémentaires, un support client et une garantie. La version CE, Community Edition, reste toutefois disponible.
Le 25 mai 2010, la version Professionnal voit le jour. Cette version se veut être une alternative sous licence commerciale de la version enterprise (EE). Elle inclut le support client et la garantie de l'éditeur, mais également certaines fonctionnalités de la version enterprise (EE) : le système de points de fidélité, les chèques cadeaux, le crédit client.
En juin 2010, Varien est renommé Magento Inc. pour gagner en clarté auprès des clients et des utilisateurs.
Le 7 juin 2011 eBay, déjà détenteur de 49 % du capital de la plate-forme e-commerce, annonce avoir acquis les 51 % restants.
En mai 2018, Adobe annonce l'acquisition de Magento pour 1,68 milliard de dollars.

## Tableau des versions de Magento
| Date de sortie    |  | Open Source Edition | Commerce Edition |
| ----------------- |  | ------------------- | ---------------- |
| Aout 2007         |  | beta 1.0            |                  |
| Mars 2008         |  | 1.0 stable          |                  |
| 14 janvier 2009   |  | 1.2 stable          |                  |
| 30 mars 2009      |  | 1.3 stable          |                  |
| 28 septembre 2010 |  | 1.4 stable          |                  |
| 18 décembre 2010  |  | 1.5 stable          |                  |
| 18 août 2011      |  | 1.6 stable          | 1.11             |
| 24 avril 2012     |  | 1.7 stable          | 1.12             |
| 25 septembre 2013 |  | 1.8 stable          | 1.13             |
| 13 mai 2014       |  | 1.9 stable          | 1.14             |
| 17 novembre 2015  |  | 2.0 stable          | 2.0              |
| 23 juin 2016      |  | 2.1.0 stable        | 2.1.0            |
| 21 février 2017   |  | 2.1.5 stable        | 2.1.5            |
| 11 avril 2017     |  | 2.1.6               | 2.1.6            |
| 31 mai 2017       |  | 2.1.7               | 2.1.7            |
| 9 août 2017       |  | 2.1.8               | 2.1.8            |
| 14 septembre 2017 |  | 2.1.9               | 2.1.9            |
| 7 novembre 2017   |  | 2.1.10              | 2.1.10           |
| 26 septembre 2017 |  | 2.2.0               | 2.2.0            |
| 7 nov. 2017       |  | 2.2.1               | 2.2.1            |
| 12 décembre 2017  |  | 2.2.2               | 2.2.2            |
| 27 février 2018   |  | 2.2.3               | 2.2.3            |
| 2 mai 2018        |  | 2.2.4               | 2.2.4            |
| 1er juillet 2018  |  | 2.2.5               | 2.2.5            |
| 18 novembre 2018  |  | 2.2.6               | 2.2.6            |
| 27 novembre 2018  |  | 2.1.16              | 2.1.16           |
| 27 novembre 2018  |  | 2.2.7               | 2.2.7            |
| 28 novembre 2018  |  | 2.3.0               | 2.3.0            |
| 26 mars 2019      |  | 2.1.17              | 2.1.17           |
| 26 mars 2019      |  | 2.2.8               | 2.2.8            |
| 26 mars 2019      |  | 2.3.1               | 2.3.1            |
| 25 juin 2019      |  | 2.1.18              | 2.1.18           |
| 25 juin 2019      |  | 2.2.9               | 2.2.9            |
| 25 juin 2019      |  | 2.3.2               | 2.3.2            |
| 8 octobre 2019    |  | 2.3.3               | 2.3.3            |
| 28 janvier 2020   |  | 2.3.4               | 2.3.4            |
| 28 avril 2020     |  | 2.3.5               | 2.3.5            |
| 28 juillet 2020   |  | 2.4.0               | 2.4.0            |
| 15 octobre 2020   |  | 2.4.1               | 2.4.1            |
| 09 février 2021   |  | 2.4.2               | 2.4.2            |
| 10 août 2021      |  | 2.4.3               | 2.4.3            |
| 12 avril 2022     |  | 2.4.4               | 2.4.4            |
| 9 août 2022       |  | 2.4.5               | 2.4.5            |
| 14 mars 2023      |  | 2.4.6               | 2.4.6            |
| 09 avril 2024     |  | 2.4.7               | 2.4.7            |

Open Source Edition  (correspond à la version Community Edition sur Magento 1)
Connue sous le nom de Magento Community, Magento Open Source Edition est la version libre de Magento. Les utilisateurs sont libres de modifier la configuration du logiciel pour répondre à leurs besoins spécifiques.
Magento Commerce Edition  (correspond à la version Enterprise Edition sur Magento 1) 
Magento Commerce Edition fait référence à la version payante de Magento. Bien que construite sur la même base que la version Open Source, la plate-forme Magento Commerce est plus performante et propose des améliorations notables concernant les performances, la gestion des clients, des catalogues, l'animation commerciale, etc.
Mode B2B : En lançant sa version 2.2, Magento a intégré une suite de module B2B afin de répondre au besoin du marché.